# Yodel It!
«Yodel It!» —[jəʊ.dəl ɪt]; en español: «¡Yódelo!»— es una canción compuesta por Mihai Alexandru y Alexandra Niculae e interpretada en inglés por Ilinca ft. Alex Florea. Se lanzó como descarga digital el 30 de enero de 2017 mediante Cat. Fue elegida para representar a Rumania en el Festival de la Canción de Eurovisión de 2017 tras ganar la final nacional rumana, Selecția Națională 2017, el 5 de marzo de 2017.

## Festival de Eurovisión

### Festival de la Canción de Eurovisión 2017
Esta fue la representación rumana en el Festival de Eurovisión 2017, interpretada por Ilinca y Alex Florea.
El 31 de enero de 2017 se organizó un sorteo de asignación en el que se colocaba a cada país en una de las dos semifinales, además de decidir en qué mitad del certamen actuarían. Como resultado, la canción fue interpretada en quinto lugar durante la segunda semifinal, celebrada el 11 de mayo de 2017. Fue precedida por Malta con Claudia Faniello interpretando «Breathlessly» y seguida por los Países Bajos con O'G3NE interpretando «Lights and Shadows». La canción fue anunciada entre los diez temas elegidos para pasar a la final, y por lo tanto se clasificó para competir en esta. Más tarde se reveló que el país había quedado en sexto puesto con 174 puntos.
El tema fue interpretado más tarde durante la final el 13 de mayo, precedido por Chipre con Hovig interpretando «Gravity» y seguido por Alemania con Levina interpretando «Perfect Life». Al final de las votaciones, la canción había recibido 282 puntos (58 del jurado y 224 del televoto), y quedó en séptimo lugar de 26.

## Formatos
| Descarga digital |                                 |          |  |
| N.º              | Título                          | Duración |  |
| 1.               | «Yodel It! (feat. Alex Florea)» | 2:56     |  |

## Historial de lanzamiento
| Región  | Fecha               | Formato          | Discográfica | Ref.  |
| ------- | ------------------- | ---------------- | ------------ | ----- |
| Mundial | 30 de enero de 2017 | Descarga digital | Cat          | [ 1 ] |